# Eumacroxiphus diffundatus
Eumacroxiphus diffundatus är en insektsart som beskrevs av Sigfrid Ingrisch 1998. Eumacroxiphus diffundatus ingår i släktet Eumacroxiphus och familjen vårtbitare. Inga underarter finns listade i Catalogue of Life.